# Solodrehung
Die Solodrehung bezeichnet eine Tanzfigur als Einzeldrehung. Sie kann von der Dame (Damensolodrehung) oder vom Herr (Herrensolodrehung) getanzt werden, obwohl sie vor allem bei Anfängern praktisch ausschließlich von der Frau ausgeführt wird. Normalerweise bleibt der jeweils nicht-ausführende Partner im Grundschritt, da eine Drehung immer gleich viel oder exakt halb so viel Zeit braucht wie der Grundschritt. Somit lässt sich eine Solodrehung leicht in das Gesamtbild des Tanzes einfügen. Die Damensolodrehung gehört zu den einfachsten Figuren. Sie wird in allen Lateinamerikanischen Tänzen getanzt.